# Dlhá nad Kysucou
Dlhá nad Kysucou je obec v okrese Čadca na Slovensku v regionu Kysuce.

## Historie
První písemná zmínka o obci pochází z roku 1954. V obci je římskokatolický kostel Sedmibolestné Panny Marie.

## Geografie
Obec leží ve výšce 520 m n. m. a její katastr má výměru 12,259 km². K 31. prosinci roku 2016 měla obec 622 obyvatel.